# Paweł II (prawosławny patriarcha Antiochii)
Paweł II (zm. 521) – chalcedoński patriarcha Antiochii w latach 518–521.